# カダアン・ダルドルカン
カダアン（モンゴル語: Qada'an、中国語: 合答安、生没年不詳）は、モンゴル帝国に仕えた千人隊長の一人。
『元朝秘史』などの漢文史料ではカダアン・ダルドルカン/合答安答勒都児罕(Qada'an Daldurqan＞hédáān dálèdōuérhǎn)、『集史』などのペルシア語史料ではカダアン・ケプテウル/قدان کبتاول(Qada'an Kebte'ül＞Qadān Kabtāūl)と記される。

## 概要
カダアン・ダルドルカンは『元朝秘史』によるとタルグト部を率いる人物で、チンギス・カンがジャムカと決別した頃にチンギス・カンの下に帰参したという。
1203年にチンギス・カン率いるモンゴル軍がカラ・カルジトの戦いでケレイト部に敗れ敗走した時、カダアンは自らの家族とともにケレイト軍の捕虜となってしまった。この時、チンギス・カンはバルジュナ湖に逃れた後、ダラン・ネムルゲスという地に移っていたが、カダアンは家族を置いて単身チンギス・カンの下に戻りケレイト軍の動静を報告した。
1206年にチンギス・カンがモンゴル帝国を建国した際には千人隊長（ミンガン）に任ぜられ、『元朝秘史』の功臣表では62位に列せられている。『集史』においても「カダアン・ケプテウル」という人物が千人隊長の一人に数えられており、『元朝秘史』の「カダアン・ダルドルカン」と同一人物であると考えられているが、『集史』ではスニト部の出身であると記されている。
カダアンはチンギス・カンの時代には左翼に属する千人隊長であったが、第2代皇帝オゴデイが即位すると新たな「宿衛（ケプテウル）の士」の隊長に抜擢された。チンギス・カンの時代にはチャガンらが宿衛の隊長を務めていたが、チャガンらはチンギス・カンの末子で常に父と行動をともにしていたトルイとの関係が密接なため、オゴデイは旧宿衛を解体してカダアンを長とする新たな宿衛を再編成したのだと考えられている。